# La Vengeance du Kremlin
Ne doit pas être confondu avec La Piste du Kremlin.
La Vengeance du Kremlin est le 200e et dernier roman de la série SAS. Écrit par Gérard de Villiers, le roman est paru en 2013 aux Éditions Gérard de Villiers. Comme tous les SAS parus au cours des années 2010, le roman a été édité lors de sa sortie à 500 000 exemplaires en France.

## Place dans la série
Le roman raconte la suite, sept ans après, du roman Polonium 210 de la même série (SAS no 167 - mars 2007), concernant la mort mystérieuse d'Alexandre Litvinenko. L'auteur fait aussi référence à deux autres romans de la série, Renegade (tomes 1 et 2 - SAS nos 183 et 184), au cours desquels Malko avait contrecarré les agissements des services secrets israéliens, liés notamment à un complot contre le président Obama.

## Publications et notoriété du roman
Dans le numéro de juillet-août 2014 de la Revue des Deux Mondes dont le titre est « G. de Villiers : enquête sur un phénomène français », il est précisé sous la plume de Serge Brussolo, en page 79 de la revue, que « (…) à la fin des années 1960, la vente moyenne d'un SAS tournait autour des 250 000 exemplaires. Gérard de Villiers en écrivait quatre par an. Ce à quoi s'ajoutaient les rééditions continuelles des anciens titres. Au bas mot, plus d'un million de volumes vendus chaque année à un public englobant des couches socioprofessionnelles allant de l'ouvrier métallurgiste au cadre supérieur. Aujourd'hui, en ces temps de grande misère éditoriale, de tels chiffres font rêver. »
Dans son essai consacré à la biographie de Gérard de Villiers et aux romans de la série SAS, Benoît Franquebalme indique le succès grandissant des romans dans le public.
Ainsi dès 1967, les ventes sont de 100 000 exemplaires par tome (soit 400 000 exemplaires par an).
À partir de 1976 et dans les années qui suivent, les romans sont tirés à 550 000 exemplaires le premier jour de la parution.

## Principaux personnages

### Américains et alliés
- Malko Linge : héros du roman, Autrichien, agent contractuel de la CIA.
- Stanley Dexter : chef de l'antenne de la CIA à Londres.
- Gwyneth Robertson : ancienne agente de la CIA.

### Russes
- Rem Tolkatchev : chef d'une section secrète du Kremlin chargée de liquider les opposants de Vladimir Poutine.
- Boris Berezovsky : ancien homme d'affaires et oligarque ennemi du président
- Nikolaï Glouchkov : ami de Berezovsky.
- Arkady Lianine : tueur du FSB.
- Irina Lopoukine : ex-maîtresse d'Alexandre Litvinenko.
- Ilya Sokolov : journaliste à l'édition en russe de Forbes.
- Anita Spiridanova : maîtresse de Boris Berezovsky.
- Piotr Zkatov : de nationalité russo-lettonne ; amant d'Anita.
- Lavrenti Pavlovitch : général du FSB.

### Autres personnages
- Uri Dan : garde du corps de Boris Berezovsky.
- Benazir Saldo : femme de ménage pakistanaise.

## Résumé

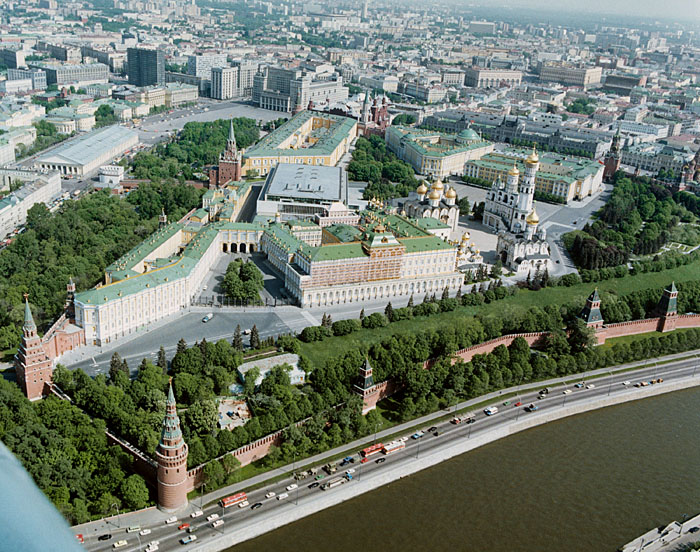
Le Kremlin de Moscou.

### Début du roman
Le roman commence par la présentation de Rem Tolkatchev, nommé par Vladimir Poutine à la tête d'un groupe spécial rattaché directement au Kremlin (et hors de la compétence du SVR ou du FSB), chargé d'éliminer tous ceux qui s'opposent à sa volonté. Il s'agit, en quelque sorte, de la recréation du SMERSH stalinien. Tolkatchev est convoqué au Kremlin par Vladimir Poutine qui lui ordonne d'assassiner Boris Berezovsky, ancien homme d'affaires et oligarque ennemi du président. La motivation du président russe tient à une « froide vengeance », visant à supprimer le seul oligarque qui avait osé défier son autorité (« Prologue »).
Tolkatchev monte une opération secrète qui réussit sans problème : Berezovski est censé s'être suicidé par pendaison dans sa salle de bain (chapitre 1).
Malko Linge est appelé par Stanley Dexter, chef de l'antenne de la CIA à Londres pour mener une contre-enquête sur la mort de l'oligarque. Dans la mesure où le gouvernement de David Cameron avait cessé toute protection de Berezovski et a décidé de ne pas réagir à la suite de son étrange décès, Malko doit agir en coulisses, à l'insu du MI-5 britannique. À Londres, Malko rencontre une ancienne connaissance qui a quitté la CIA, Gwyneth Robertson, qu'il n'avait pas rencontrée depuis sept ans quand Malko enquêtait sur la mort étrange d'Alexandre Litvinenko. Les retrouvailles sont chaudes et ils ont une relation sexuelle torride (chapitres 2 et 3).

### Aventures
Apprenant l'arrivée à Londres de Malko et sa prise de contact téléphonique avec Nikolaï Glouchkov, le meilleur ami de Boris Berezovsky, Rem Tolkatchev ordonne l'assassinat de l'Autrichien. Alors que Malko se rend au lieu de rendez-vous avec Glouchkov, quelqu'un lui pique le bras avec un dard microscopique empoisonné à la ricine. Malko tombe dans le coma. Il ne doit la vie sauve que grâce à l'intervention de Stanley Dexter qui l'a emmené immédiatement à l'University College Hospital (chapitre 4).
Se souvenant de celui qui l'avait percuté, Malko reconnaît le tueur en consultant des albums-photo d'anciens agents soviétiques : il se nomme Arkady Lianine, c'est un ancien membre du KGB affecté au Royaume-Uni dans les années 1980 et 1990, mais on ignore aujourd'hui son domicile. Après trois jours d'hospitalisation, Malko rencontre donc Nikolaï Glouchkov. Celui-ci dit à Malko qu'il ne sait rien sur la mort de son ami mais lui suggère de se rendre en Israël pour rencontrer Uri Dan, le garde du corps de l'oligarque et probablement la dernière personne à l'avoir vu vivant (chapitre 5).
Pendant que Malko a de nouveau une relation sexuelle avec Gwyneth Robertson, des agents secrets russes se rendent dans la chambre d'hôtel de Malko, et enduisent le combiné du téléphone fixe avec du soman, un puissant poison. Le lendemain matin, Malko apprend que la CIA a localisé Uri Dan, qui habite effectivement en Israël (chapitre 6).
Malko fait le point sur les modalités d'un assassinat de Boris Berezovsky. Il revoit Gwyneth qui lui promet de faire des recherches sur Arkady Lianine. Malko décide de se rendre en Israël (chapitre 7).
Benazir Saldo, femme de ménage pakistanaise, en nettoyant la chambre qu'occupait Malko, trouve la mort par empoisonnement au soman. Pendant ce temps, Malko arrive en Israël en se faisant discret. Il rencontre Uri Dan mais l'ex-garde du corps ne répond à aucune question : Malko comprend que l'homme a été « briefé » par les services secrets britanniques avant de venir en Israël (chapitres 8 et 9).
Le MI-5 a compris que Malko faisait des recherches sur la mort de Berezovsky et a découvert la mort par empoisonnement de la femme de ménage pakistanaise. Le gouvernement britannique décide de n'avertir ni la CIA ni Malko de cette tentative d'assassinat. Néanmoins le directeur général du MI-5, Sir Dearlove, se résout à avertir secrètement Stanley Dexter de cet « incident ». Dès le retour de Malko à Londres, Dexter lui révèle sous le sceau du secret la deuxième tentative d'assassinat dont il a fait l'objet : maintenant, on est sûr qu'il s'agit des Russes et que Boris Berezovsky a bien été assassiné (chapitres 10 et 11).
Malko décide de continuer l'enquête en se rendant à Moscou, pour rencontrer Irina Lopoukine, une ex-maîtresse de Livitnenko qu'il avait croisée en 2006 et qui connaît beaucoup de membres des services secrets russes Il rencontre Irina, qui lui répond qu'elle ne peut pas l'aider. Mais à la suite d'un entretien fort stressant qu'elle a avec un agent du FSB à la Loubanka, elle décide, au contraire, d'aider Malko. Pour cela, elle rend visite à un ex-amant, Lavrenti Pavlovitch, général du FSB et atteint d'un cancer incurable, qui lui explique que Berezovsky a été empoisonné avec du fluorure de sodium avec la complicité d'un dénommé Ilya Sokolov, journaliste à l'édition en russe de Forbes. Elle communique les informations obtenues à Malko et lui fait part du « fluorure de sodium » (chapitres 12 à 16).
Après ce rendez-vous fructueux, Malko est interpellé par le FSB de Moscou et placé en garde à vue. Il a eu le tort de conserver un calepin contenant le nom du poison utilisé (fluorure de sodium). Ce calepin est saisi. Plus tard, quand Rom Tolkatchev voit la photographie du carnet portant ce nom, il comprend qu'Irina Lopoukine a trahi : il ordonne son exécution. Irina est assassinée peu après, de nuit, pendant son sommeil, par l'injection de fluorure de sodium indétectable. Malko est relâché de la Loubianka et se réfugie à l'ambassade. Il sait que Tolkatchev veut sa mort. Il réserve un vol à destination de Londres (chapitres 17 et 18).
Le convoi emmenant Malko à l'aéroport comprend deux véhicules. Au dernier moment, Malko décide de prendre la seconde voiture : bien lui en prend, car la première voiture est percutée par un « camion fou », ce qui entraîne la mort de ses occupants. Livide, Malko se rend à l'aéroport et, de justesse, prend l'avion pour Londres. Quand il apprend le départ de Malko, Rem Tolkatchev est furieux (chapitre 19).

### Dénouement et fin du roman
En arrivant à Londres, Malko apprend que Gwyneth Robertson a retrouvé la trace d'Arkady Lianine, qui a changé de nom grâce à la protection du MI-5. La narration passe de Malko à Arkady Lianine, avec changement de point de vue subjectif : ce dernier avait été contacté par des agents de Tolkatchev, qui l'avaient menacé de le tuer s'il ne réalisait pas une « opération spéciale », consistant à assassiner Berezovsky. Après avoir refusé, des menaces sur sa femme et ses enfants avaient eu raison de son refus. L'opération avait eu lieu ; il en avait été le chef ; elle s'était très bien déroulée ; il avait peu après reçu la somme d'un million de dollars sur un compte suisse. Dernièrement, il a reçu un message lui ordonnant de revenir à Moscou pour un « débriefing » : il comprend qu'il va disparaître dans les geôles du FSB, et a donc refusé « l'invitation ». Il se sait en sursis et ne sait pas quoi faire. Sous le prétexte d'une enquête journalistique à réaliser, Malko et des collègues de la CIA prennent contact avec Arkady Lianine. Les agents de la CIA sauvent de justesse l'homme d'une tentative d'assassinat opérée par le FSB (chapitres 20 à 23).
Malko entre en contact avec Arkady et lui propose, en échange d'aveux complets, qu'on lui permettra de refaire sa vie avec sa famille aux États-Unis. Terrorisé par ce qu'il a vécu peu avant, Lianine accepte immédiatement. Le roman se termine sur les aveux de Lianine, qui explique en détail comment s'est déroulé le meurtre de Boris Berezovsky, et par l'information donnée à Malko de la mort soudaine et inattendue, que l'on affirme « naturelle », d'Irina Lopoukine (chapitre 24).

## Autour du roman
- L'identité du général du FSB Lavrenti Pavlovitch est un clin d'oeil à Beria, directeur général du KGB sous Staline, dont les prénoms étaient « Lavrenti Pavlovitch ».
- Le personnage de Piotr, amant letton d'Anita, pourrait être un clin d'œil au roman Pietr-le-Letton (1931) de Georges Simenon, premier roman mettant en scène le commissaire Maigret. Gérard de Villiers avait déjà utilisé le même prénom accolé à la même nationalité dans le roman KGB contre KGB en 1992.